# NGC 3493
NGC 3493 في الفهرس العام الجديد، هي مجرة، تقع في كوكبة الأسد الأصغر. اكتشفت في 24 ديسمبر 1827 بواسطة جون هيرشل.

## روابط خارجية
- NGC 3493 على موقع ويكي سكاي: DSS2, SDSS, GALEX, IRAS, Hydrogen α, X-Ray, Astrophoto, Sky Map, Articles and images